# Белорусоведение
Белорусоведение (бел. беларусазнаўства) — гуманитарная дисциплина, сконцентрированная на комплексном исследовании Беларуси и белорусов, латинизированной калькой термина «белорусоведение» является малоупотребительный термин «альбарутеника».
Значительный вклад в развитие белорусоведения внесли братья Константин и Евстафий Тышкевичи. По их инициативе в 1842 году в Логойске был создан им из основателей белорусоведения был археолог, этнограф, историк, литератор Адам Киркор. Коллекцию своих археологических находок, обнаруженных в результате раскопок около тысячи курганов, он передал Виленскому музею древностей. Позже для многотомного издания «Живописная Россия» он написал отдельный том, посвященный белорусско-литовскому краю.

## Крупнейшие центры белорусоведения

### в Республике Беларусь
- Институт истории Национальной академии наук Беларуси
- Центр исследования белорусской культуры, языка и литературы Национальной академии наук Беларуси
- Белорусский государственный университет
- Белорусский государственный университет культуры и искусств
- Белорусский государственный педагогический университет имени М. Танка
- Брестский государственный университет имени А. Пушкина
- Витебский государственный университет имени П. Машерова
- Гомельский государственный университет имени Ф. Скорины
- Гродненский государственный университет имени Я. Купалы
- Могилевский государственный университет имени А. Кулешова
- Полоцкий государственный университет имени Е. Полоцкой

### за границей
- Европейский гуманитарный университет (Литва)
- Варшавский университет (Польша)
- Люблинский университет (Польша)
- Белостокский университет (Польша)
- Коллегиум Восточной Европы имени Я. Новака-Езёраньского (Польша)
- Даугавпилсский университет (Латвия)
- Киевский национальный университет имени Т. Шевченко (Украина)
- Восточноевропейский национальный университет имени Л. Украинки (Украина)
- Московский государственный университет имени М. Ломоносова (Россия)
- Берлинский университет имени Гумбольдта (Германия)
- Ольденбургский университет имени Карла фон Осецкого (Германия)
- Лейпцигский университет (Германия)
- Будапештский университет имени Лоранда Этвёша (Венгрия)
- Прешовский университет (Словакия)
- Бакинский государственный университет (Азербайджан)